# 라무나스 비슈냐우스카스
라무나스 비슈냐우스카스(리투아니아어: Ramūnas Vyšniauskas, 1976년 9월 23일 ~ )는 리투아니아의 은퇴한 역도 선수이다. 최중량급 부문에서 활약했으며, 올림픽에 4번 출전했다. 

## 생애
클라이페다 출신으로 1996년 하계 올림픽, 2000년 하계 올림픽, 2004년 하계 올림픽에 출전하여 각각 19위, 11위, 5위를 하였다. 2008년 하계 올림픽에도 참가했으나 어깨 부상으로 기권했다.
2005년 유럽 선수권 대회에서 105kg 초과급 동메달을 획득했으며 2008년 유럽 선수권 대회에서는 은메달을 획득했다. 2009년 유럽 선수권 대회에서는 동메달을 획득했다.
아내인 이네세 사이에 아들 아주올라스와 딸 라무네를 두었다.